# Karen Fukuhara
Karen Fukuhara  est une actrice américaine d'origine japonaise, née le 10 février 1992 à Los Angeles (Californie).
Elle est connue pour son rôle de Tatsu Yamashiro (Katana) dans le film de super-héros Suicide Squad, Kimiko dans The Boys ainsi que pour avoir été la voix de Glimmer dans la série d'animation She-Ra et les princesses au pouvoir.

## Biographie
Fukuhara est née à Los Angeles, en Californie. Le japonais est sa langue maternelle de par un de ses parents, elle a suivi jusqu'à l'âge de 11 ans des cours dans cette langue en plus des cours normaux,.
Fukuhara fait ses débuts dans l'industrie du divertissement au collège lorsqu'elle est choisie pour animer le programme Movie Surfers sur la chaîne Disney Channel,,.
Tout en poursuivant ses études à l'UCLA, elle travaille comme journaliste pour une émission sportive sur la chaine japonaise NHK,. Elle est membre pendant sa scolarité de l'association étudiante a cappella Medleys, dont les anciens membres comprennent l'actrice Kelly Marie Tran,. Fukuhara est diplômé de l'UCLA en 2014 (Bachelors of Arts) en sociologie avec une spécialisation (Minor in Arts) en théâtre.
En 2016, Fukuhara est retenue pour interpréter Tatsu Yamashiro (Katana), un des personnages principaux du film de super-héros issu de l'univers DC Comics, Suicide Squad, sorti en août 2016.
Fukuhara a interprété les personnages de Sewer Queen et Alexis dans la série Cartoon Network Craig de la crique. En 2018, elle a commencé à donner sa voix au personnage de Glimmer dans She-Ra et les Princesses au pouvoir, un reboot de la série original de 1985.
En 2019 elle fait partie de la série Amazon Prime Video The Boys où elle incarne Kimiko / La Fille.
Elle fait également une apparition en 2022 dans le film Bullet Train.
En 2023, Netflix a annoncé que Fukuhara serait la voix anglaise de Haru, le personnage principal de la série La Réceptionniste Pokémon.

## Filmographie

### Cinéma
- 2016 : Suicide Squad de David Ayer : Tatsu Yamashiro / Katana
- 2017 : Stray de Joe Sill : Nori
- 2017 : The Lost (court-métrage) de Neil M. Paik : Laura Baker
- 2020 : Bobbleheads: The Movie de Kirk Wise : Ikioi (voix)
- 2022 : Bullet Train de David Leitch : Kayda Izumi, la vendeuse
- 2023 : Le Garçon et le Héron de Hayao Miyazaki : Himi (voix)

### Télévision
- Depuis 2017 : Craig de la crique : Sewer Queen / Alexis (voix)
- 2018-2020 : She-Ra et les princesses au pouvoir : Glimmer (voix)
- Depuis 2019 : The Boys : Kimiko  / « La Fille » (The Female en VO)
- 2019-2020 : Kipo et l'âge des animonstres : Kipo Oak (voix)[10]

### Jeux vidéos
- 2022 : The Callisto Protocol : Dani Nakamura[11]